# 广州市第七十九中学
广州市第七十九中学是位于广州市越秀区大沙头四马路11号的一所已撤銷的中學，已經被廣州市第十六中學吞併，現為其南校區。